# Bristol (Maine)
Bristol ist eine Town im Lincoln County des Bundesstaates Maine in den Vereinigten Staaten. Im Jahr 2020 lebten dort 2834 Einwohner in 2549 Haushalten auf einer Fläche von 202,61 km².

## Geographie
Nach dem United States Census Bureau hat Bristol eine Gesamtfläche von 202,61 km², von der 88,03 km² Land sind und 114,58 km² aus Gewässern bestehen.

### Geografische Lage
Bristol liegt im Süden des Lincoln Countys auf einer Halbinsel an der Muscongus Bay des Atlantischen Ozeans. Zum Gebiet der Town gehören auch mehrere Inseln. Die bekannteren sind: Johns Island, Louds Island und  Marsh Island. Im Norden liegt der Biscay Pond und zentral auf dem Gebiet der Town der Boyd Pond. Der Damariscotta River fließt in südlicher Richtung entlang der westlichen Grenze der Town. Die Oberfläche ist eben, ohne nennenswerte Erhebungen.

### Nachbargemeinden
Alle Entfernungen sind als Luftlinien zwischen den offiziellen Koordinaten der Orte aus der Volkszählung 2010 angegeben.
- Norden: Damariscotta, 15,0 km
- Nordosten: Bremen, 10,7 km
- Osten: Louds Island, Unorganized Territory, 6,3 km
- Südostenen: Monhegan, 18,7 km
- Südwesten: South Bristol, 6,3 km
- Westen: Edgecomb, 15,1 km
- Nordwesten: Newcastle, 12,3 km

### Stadtgliederung
In Bristol gibt es mehrere Siedlungsgebiete: Bristol, Chamberlain, Dingley, Loudville (auf Louds Island), New Harbor, Pemaquid, Pemaquid Beach, Pemaquid Harbor, Pemaquid Point, Round Pond und West Bristol.

### Klima
Die mittlere Durchschnittstemperatur in Bristol liegt zwischen −6,1 °C (21 °Fahrenheit) im Januar und 20,6 °C (69 °Fahrenheit) im Juli. Damit ist der Ort gegenüber dem langjährigen Mittel der USA um etwa 6 Grad kühler. Die Schneefälle zwischen Oktober und Mai liegen mit bis zu zweieinhalb Metern mehr als doppelt so hoch wie die mittlere Schneehöhe in den USA; die tägliche Sonnenscheindauer liegt am unteren Rand des Wertespektrums der USA.

## Geschichte
Bristol umfasst das alte Siedlungsgebiet Pemaquid. Pemaquid wird als eine der frühesten und wichtigsten Siedlungen in der Frühgeschichte Neuenglands an der Küste betrachtet. Vom Gebiet des Pemaquid-Patents, eines Land-grants, der 1631 durch den Rat von Plymouth an Robert Aldsworth und Gyles Elbridge, zwei Kaufleute aus Bristol, vergeben wurde, umfasst das Gebiet von Bristol etwa ein Drittel. Zum Gebiet des Patentes gehörte die komplette Halbinsel zwischen den Flüssen Damariscotta River und Medomac River einschließlich Darnariscove Island und weiteren Inseln vor der Küste. Eine erste Siedlung wurde 1632 an der Ostseite des Pemaquid River errichtet. Gesichert wurde die Siedlung durch ein Fort mit Palisaden. Die Siedlung wurde durch den Piraten Dixie Bull  angegriffen und geplündert.
Pemaquid wurde im Jahr 1664 durch den Herzog von York beansprucht, den späteren König Jakob II. Er beanspruchte ein Gebiet, zu dem auch Sagadahoc und New York gehörten. Um die englische Vorherrschaft in Neuengland zu sichern wurden durch den britischen Kolonialgouverneur Edmund Andros viele holländische Siedler nach Pemaquid geleitet. Er nannte die Siedlung Jamestown zu Ehren von König Jakob. Einige verstärkten die Garnison des Forts. Nach dem Ausbruch des King Philip’s Wars im Frühjahr 1675 nahm für die Siedler die Bedrohung durch Indianer zu. Zu Angriffen kam es zunächst nicht, da durch Vermittlung von Abraham Shurt ein Abkommen mit den Indianern getroffen werden konnte. Nachdem jedoch Indianer von einem Händler entführt wurden, der sie als Sklaven verkaufen wollte, wurden alle Siedlungen an der Küste von Indianern zerstört.
Nach dem Ende des Krieges kehrten die Siedler in die zerstörte Siedlung zurück und bauten sie ab 1678 erneut auf. Der Ausbruch der Glorious Revolution brachte erneut den Krieg in die Gegend und Pernaquid wurde von Franzosen und Indianern angegriffen und zerstört, auch das Fort wurde zerstört. Die meisten Bewohner wurden getötet oder gefangen genommen. 1692 begann William Phips, ein Abenteurer, Militär und Politiker aus der Gegend, erneut mit dem Aufbau der Siedlung und eines Forts. Doch bereits 1696 wurde dies von Franzosen erneut zerstört. Dennoch wurde es ein Treffpunkt für zurückkehrende Bewohner. David Dunbar baute es 1729 erneut auf, doch während der Revolution wurde es wieder zerstört.
Organisiert wurde das Gebiet am 21. Juni 1765. Im Jahr 1815 wurde Land an Nobleboro abgegeben und an Bremen im Jahr 1828 sowie an South Bristol im Jahr 1915. Die Town Damariscotta wurde im Jahr 1847 aus dem Gebiet von Bristol als eigenständige Town organisiert.

### Einwohnerentwicklung
| Volkszählungsergebnisse – Town of Bristol, Maine | Volkszählungsergebnisse – Town of Bristol, Maine | Volkszählungsergebnisse – Town of Bristol, Maine | Volkszählungsergebnisse – Town of Bristol, Maine | Volkszählungsergebnisse – Town of Bristol, Maine | Volkszählungsergebnisse – Town of Bristol, Maine | Volkszählungsergebnisse – Town of Bristol, Maine | Volkszählungsergebnisse – Town of Bristol, Maine | Volkszählungsergebnisse – Town of Bristol, Maine | Volkszählungsergebnisse – Town of Bristol, Maine | Volkszählungsergebnisse – Town of Bristol, Maine |
| Jahr                                             | 1700                                             | 1710                                             | 1720                                             | 1730                                             | 1740                                             | 1750                                             | 1760                                             | 1770                                             | 1780                                             | 1790                                             |
| ------------------------------------------------ | ------------------------------------------------ | ------------------------------------------------ | ------------------------------------------------ | ------------------------------------------------ | ------------------------------------------------ | ------------------------------------------------ | ------------------------------------------------ | ------------------------------------------------ | ------------------------------------------------ | ------------------------------------------------ |
| Einwohner                                        |                                                  |                                                  |                                                  |                                                  |                                                  |                                                  |                                                  |                                                  |                                                  | 516                                              |
| Jahr                                             | 1800                                             | 1810                                             | 1820                                             | 1830                                             | 1840                                             | 1850                                             | 1860                                             | 1870                                             | 1880                                             | 1890                                             |
| Einwohner                                        | 2062                                             | 2753                                             | 2946                                             | 2450                                             | 2945                                             | 2931                                             | 3335                                             | 2916                                             | 3196                                             | 2821                                             |
| Jahr                                             | 1900                                             | 1910                                             | 1920                                             | 1930                                             | 1940                                             | 1950                                             | 1960                                             | 1970                                             | 1980                                             | 1990                                             |
| Einwohner                                        | 2572                                             | 2415                                             | 1419                                             | 1413                                             | 1355                                             | 1476                                             | 1441                                             | 1721                                             | 2095                                             | 2326                                             |
| Jahr                                             | 2000                                             | 2010                                             | 2020                                             | 2030                                             | 2040                                             | 2050                                             | 2060                                             | 2070                                             | 2080                                             | 2090                                             |
| Einwohner                                        | 2644                                             | 2755                                             | 2834                                             |                                                  |                                                  |                                                  |                                                  |                                                  |                                                  |                                                  |

## Kultur und Sehenswürdigkeiten

### Bauwerke
In Bristol wurden mehrere Bauwerke und eine archäologische Stätte unter Denkmalschutz gestellt und ins National Register of Historic Places aufgenommen. Die Lage der archäologischen Stätte wird nicht bekannt gegeben.
- Arch Bridge, 2003 unter der Register-Nr. 03000618.[9]
- Cottage on King’s Row, 2016 unter der Register-Nr. 15000970.[10]
- Nahanada Village Site, 1980 unter der Register-Nr. 80000240.[11]
- Pemaquid Point Light, 1985 unter der Register-Nr. 85000843.[12]

## Wirtschaft und Infrastruktur

### Verkehr
Die Maine State Route 130 verläuft in nordsüdlicher Richtung durch den Westen von Bristol, ebenfalls in nordsüdlicher Richtung verläuft die Maine State Route 32 durch den Osten von Bristol.

### Öffentliche Einrichtungen
Es gibt keine medizinischen Einrichtungen oder Krankenhäuser in Bristol. Die Bewohner der Town können die Einrichtungen in Boothbay Harbor, Waldoboro oder Damariscotta nutzen.
Die Bristol Area Library befindet sich im Village Pemaquid.

### Bildung
Bristol gehört mit Bremen, Damariscotta, Jefferson, Newcastle, Nobleboro und South Bristol zum Central Lincoln County School System, AOS 93. Weiterführende Schulen werden durch den Schulbezirk nicht angeboten, es können Schulen der Wahl besucht werden, für die Kosten kommen die Gemeinden auf. Die meisten Schülerinnen und Schüler besuchen die private Lincoln Academy in Newcastle.
Im Schulbezirk werden mehrere Schulen angeboten:
- Bristol Consolidated School; Schulklassen Pre-Kindergarten bis 8. Schuljahr, in Bristol
- Jefferson Village School; Schulklassen Kindergarten bis 8. Schuljahr, in Jefferson
- Nobleboro Central School; Schulklassen Kindergarten bis 5. Schuljahr, in Nobleboro
- Great Salt Bay Community School; Schulklassen Kindergarten bis 8. Schuljahr, in Damariscotta

## Persönlichkeiten

### Söhne und Töchter der Stadt
- William North (1755–1836), Politiker
- Elizabeth Upham Yates (1857–1842), Suffragette und Missionarin